# Antona suffusa
Antona suffusa là một loài bướm đêm thuộc phân họ Arctiinae, họ Erebidae.